# Foujia Huda
Foujia Huda, född 21 februari 1985, är en friidrottare från Bangladesh. Hon deltog vid olympiska sommarspelen 2000.